# Religión en Venezuela
Las religiones en Venezuela se caracterizan por establecerse en un país con un Estado aconfesional que constitucionalmente garantiza la libertad de culto, aunque por su legislación también financia diversidad de instituciones religiosas debidamente inscritas ante el Estado venezolano. 

## Generalidades
Como la mayoría de las naciones de América del Sur, es una nación predominantemente católica. El cristianismo católico se introdujo tras la colonización española de Venezuela y, posteriormente, se vería en aumento tras la llegada de corrientes migratorias provenientes principalmente de países de mayoría católica como España, Portugal y Italia. Sin embargo, algunos pueblos indígenas de Venezuela conservan en distintos grados sus propias tradiciones religiosas, mientras que otros sincretizaron sus creencias o se convirtieron inicial y principalmente al catolicismo. Asimismo, producto de las interacciones entre los principales grupos étnicos que fundaron Venezuela (negros, blancos y amerindios) se desarrolló una diversidad de creencias populares entre la que destaca el espiritismo marialioncero, un culto sincrético de origen prehispánico centrado en la figura de María Lionza.
Tras el catolicismo, el protestantismo (principalmente evangélico) ha ganado cierta relevancia en las últimas décadas en Venezuela al convertirse en su conjunto en la segunda comunidad cristiana más numerosa de Venezuela. Asimismo, también otras comunidades cristianas como los testigos de Jehová y los mormones han tenido también cierto crecimiento poblacional en el país. 
De igual manera, Venezuela cuenta con algunas minorías religiosas relativamente numerosas como la segunda comunidad islámica más grande de América Latina y la comunidad drusa más grande fuera de Asia Occidental u Oriente Medio. Igualmente, la comunidad judía en Venezuela cuenta con cierta influencia, aunque ha enfrentado distintos altibajos a lo largo de su historia en el país.
De acuerdo con una encuesta de 2011 realizada por el GIS XXI, basada en 2500 entrevistas realizadas en 24 estados con un nivel de confianza del 95 % y un margen de error del 2 %, ofreció los siguientes resultados: 88% de la población es cristiana, principalmente católica (71 %) y el 17 % restante se considera protestante. Los venezolanos sin religión, según la encuesta ya citada del 2011, conforman el 8 % ―de los cuales el 2 % son ateos y el 6 % agnósticos o indiferentes―. El 2 % de la población sigue otra religión, del cual el 1 % cree en la santería. Por su parte, según datos del Latinobarómetro del 2018 el 67 % de los venezolanos afirma ser católico, un 18 % evangélico o protestante y un 15 % ateo o agnóstico.
Una de las tradiciones religiosas más extendidas en la comunidad venezolana —a veces realizada incluso por personas ateas o agnósticas— es la práctica de pedir la bendición. Por lo general una persona solicita a un familiar —o una persona respetada— de alguna generación mayor a la suya que esta pida a Dios por su amparo y protección. Tras esto, la otra persona suele responder «Dios te bendiga», «Dios te guarde» u otras expresiones similares. Esta práctica comúnmente se usa como un saludo o una despedida de carácter respetuoso.

## Estadísticas
| Afiliación        | % de la Población |
| ----------------- | ----------------- |
| Católico          | 63.6%             |
| Evangélico        | 21.7%             |
| Irreligión        | 9.2%              |
| Ateo              | 1.1%              |
| Adventista        | 0.3%              |
| Testigo de Jehová | 1%                |
| Mormón            | 0.1%              |
| Otro              | 2.2%              |
| No sabe           | 0.6%              |
| No responde       | 0.2%              |

## Legalidad
En el aspecto legal, la Constitución venezolana protege la libertad de culto, mientras la práctica religiosa no atente contra la moralidad, la decencia o el orden público. Asimismo, en Venezuela existe un ente regulador de la actividad religiosa conocido como la Dirección General de Justicia y Cultos (DGJC), el cual se encuentra adscrito al Ministerio del Poder Popular para Relaciones Interiores, Justicia y Paz de Venezuela.
Por otro lado, aunque Venezuela tiene un Estado laico, a través del concordato de 1964 establecido entre Venezuela y el Vaticano, el Estado venezolano otorga subsidios a la Iglesia católica. Sin embargo, todas las asociaciones religiosas inscritas ante el Estado venezolano tienen la posibilidad de recibir parte de los fondos estatales, aunque la mayoría de estos se destinan a la Iglesia católica. Asimismo, el Estado venezolano mantiene algunas festividades religiosas como el Jueves Santo, el Viernes Santo y la Navidad como días feriados.

## Cristianismo en Venezuela

### Catolicismo en Venezuela

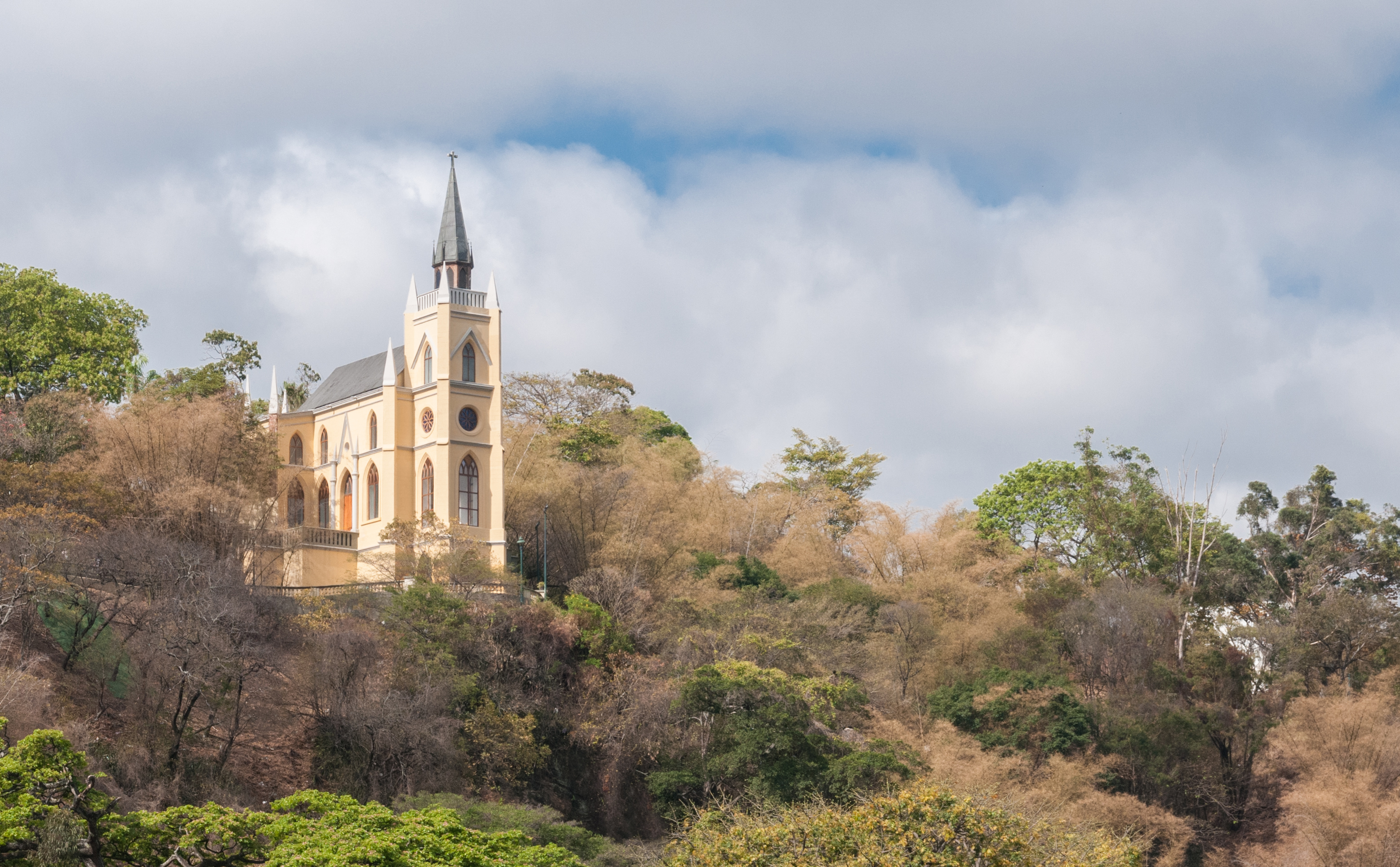
Capilla de Nuestra Señora de Lourdes que data de 1885

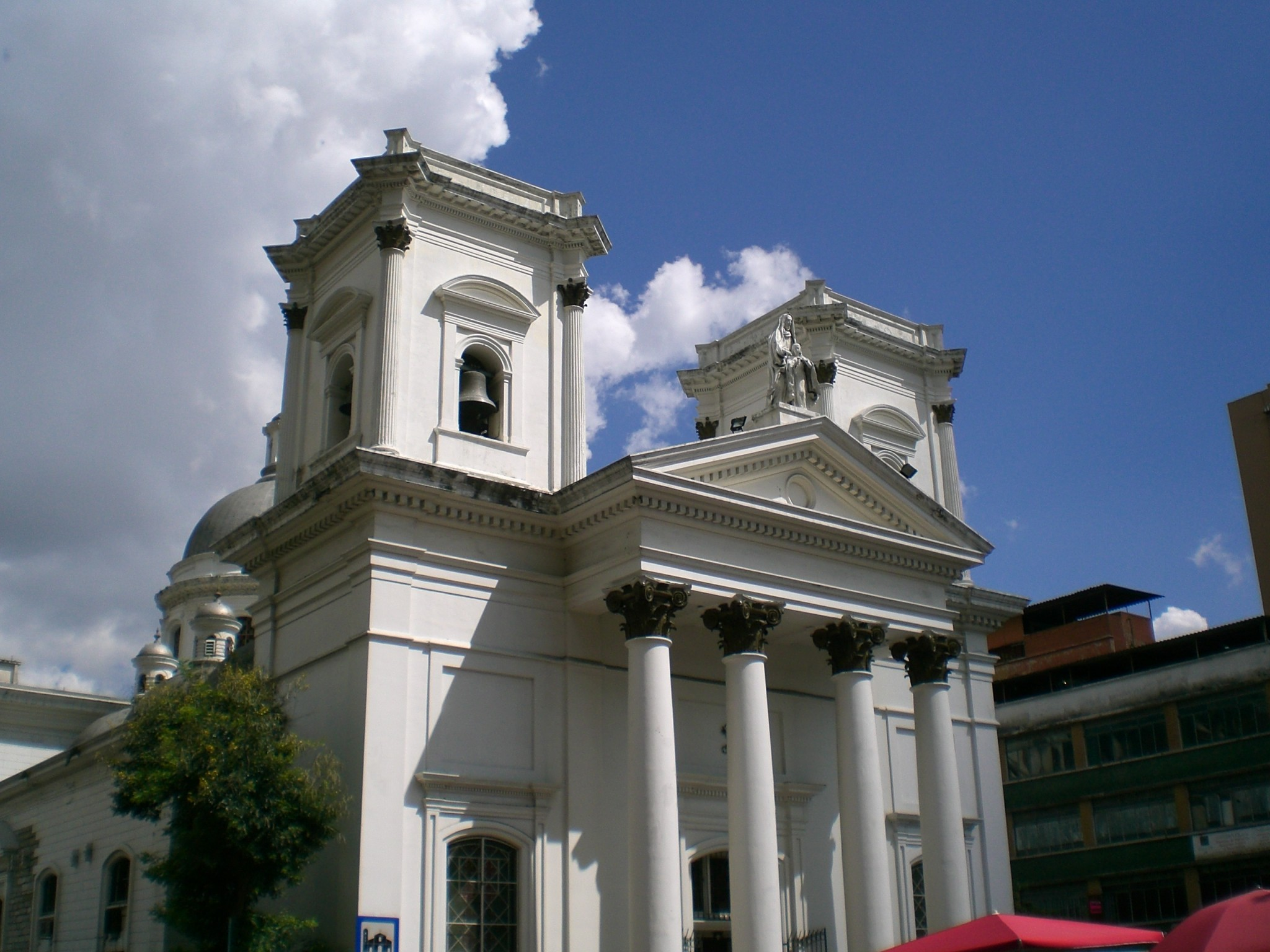
Basílica de Santa Teresa.

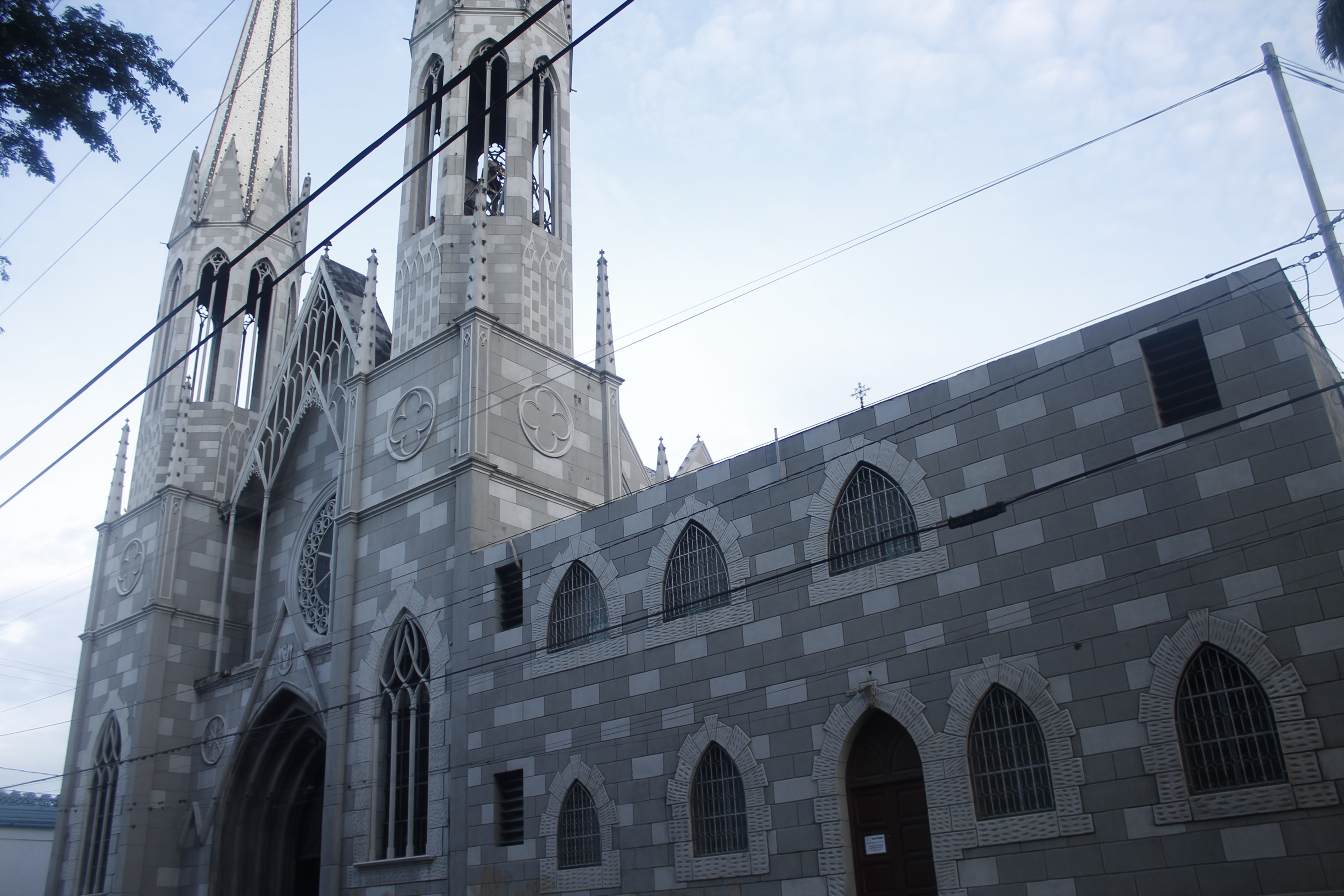
Santuario La Paz, Barquisimeto. Frente a la Plaza Wohnsiedler

La Iglesia católica cuenta en Venezuela con alrededor de 31 millones de fieles, lo que representa al 98 % de la población. Están presentes 37 jurisdicciones incluyendo 25 diócesis  9 arquidiócesis, 3 vicariatos apostólicos, más jurisdicciones separadas para los ritos melquita y sirio, y también un ordinariato militar.
Las manifestaciones religiosas católicas en Venezuela son muy variadas, lo que hace que en muchas regiones veneren a una advocación mariana o un santo en específico, así como también la realización de diversas ferias, misas, procesiones y fiestas para cada patrón del catolicismo. De esta manera, por ejemplo, en el Zulia se celebra la Feria de la Chinita, en Nueva Esparta se celebra a la Virgen del Valle y en Lara se celebra a la Divina Pastora.
Asimismo, otras celebraciones especialmente importantes para la comunidad católica venezolana son la Semana Santa y la Navidad.
La advocación mariana más destacada en Venezuela es la Virgen de Coromoto, la cual según la tradición católica le corresponde el patronazgo del país, aunque con especial veneración en la ciudad de Guanare, sitio de su origen.
De igual manera, Venezuela cuenta con cuatro beatos oficialmente reconocidos por la Iglesia católica: María de San José, Candelaria de San José, Carmen Rendiles y José Gregorio Hernández. Además, cuenta con tres venerables: Emilia de San José, Marcelina de San José y Tomás Morales Pérez.
Por otro lado, en junio de 2008 se fundó la Iglesia católica reformada de Venezuela, la cual realmente no se encuentra afiliada a la Iglesia católica tradicional, sino que se fundamenta en su propio anglicanismo. Tampoco se encuentra afiliada a la Comunión anglicana.
Iglesias católicas destacadas
- Catedral de Nuestra Señora del Carmen (Barquisimeto)
- Basílica de Nuestra Señora de Chiquinquirá (Maracaibo)
- Basílica catedral de Nuestra Señora de Coromoto (Guanare)
- Iglesia de San Juan Bautista (Caracas)

### Protestantismo en Venezuela
El protestantismo es una rama del cristianismo que tiene sus orígenes en la reforma iniciada por Martín Lutero y otros teólogos como respuesta crítica a la Iglesia católica para la época. En general, el protestantismo en Latinoamérica ha constituido, desde los inicios de la conquista y la colonización española de América, un sector muy minoritario de la población cristiana que cada década viene creciendo exponencialmente. El protestantismo tuvo éxito en varias naciones de Europa, se hizo predominante en los países escandinavos y en el norte de Alemania. En las siguientes décadas, diversas corrientes teológicas permitieron el nacimiento de diversas denominaciones, como por ejemplo: el Presbiterianismo (que a su vez es la religión oficial de Escocia, el Calvinismo, el Anabaptismo en Suiza y Holanda, el Metodismo en Inglaterra, entre otras. Motivados por la probeza y en búsqueda de un mejor porvenir, centenares de miles de europeos noroccidentales vieron en Estados Unidos de América su destino e hicieron de ella su nuevo hogar, donde prácticaron la fe protestante de diversas perspectivas. La nación no tenía un único idioma nacional de manera oficial, lo que permitió que cada iglesia pudiese celebrar sus servicios religiosos en los idiomas de sus países de origen. Es por ello, la existencias de iglesias evangélicas libres (del Estado), independientemente de la denominación, con trasfondos suecas y noruego-danesas; además de alemanas, holandesas y también de las de habla inglesa. Todo esto se vio de manifiesto en los avivamientos conocidos como: Primer Gran Despertar, Segundo Gran Despertar, Tercer Gran Despertar y Cuarto Gran Despertar; siendo el Tercer Gran Despertar el semillero para la expansión del protestantismo hacia América Latina y los países del Caribe, y en los otros continentes.
En Venezuela, el aumento en número de los mismos fue a partir de finales del siglo XIX tras una serie de aperturas religiosas. De esta manera, paulatinamente el protestantismo se ha convertido en la segunda mayor comunidad cristiana del país después del catolicismo. En este sentido, de acuerdo con el Consejo Evangélico de Venezuela, el 20 % de la población de Venezuela es protestante evangélica.
Las Iglesias cristiano-evangélicas de Venezuela, hoy día, están segmentadas principalmente en seis ramas mayoritarias:
| Rama evangélica o protestante                         | %    |
| ----------------------------------------------------- | ---- |
| Asambleas de Dios y diversos grupos pentecostales     | 60 % |
| Iglesias bautistas                                    | 16 % |
| Iglesia evangélica de la sana doctrina o conservadora | 9 %  |
| Iglesia adventista del séptimo día                    | 4 %  |
| Iglesia evangélica libre                              | 2 %  |
| Iglesia pentecostal unida                             | 1 %  |

Por su parte, según Ricardo Corzo Moreno, en específico señala que las corrientes pentecostales en Venezuela se clasificarían en tres grandes grupos:
1. Pentecostales clásicos: representado por iglesias como las Asambleas de Dios, las Iglesias de Dios Pentecostal, Iglesia de Dios, Iglesia de Dios de la Profecía, y las que se han desprendido de ellas.
2. Iglesias criollas e indígenas: representado por iglesias como la Unión Evangélica Pentecostal Venezolana, Iglesia nativa de Apure y la Luz del Mundo.
3. Neopentecostales: originarias de la década de 1980, muchas de ellas bajo la tendencia de la teología de la prosperidad.

Asimismo, en los últimos años en Venezuela —así como en otros países latinoamericanos— ha empezado a surgir un evangelismo político, aunque con una presencia todavía minoritaria en la política venezolana.

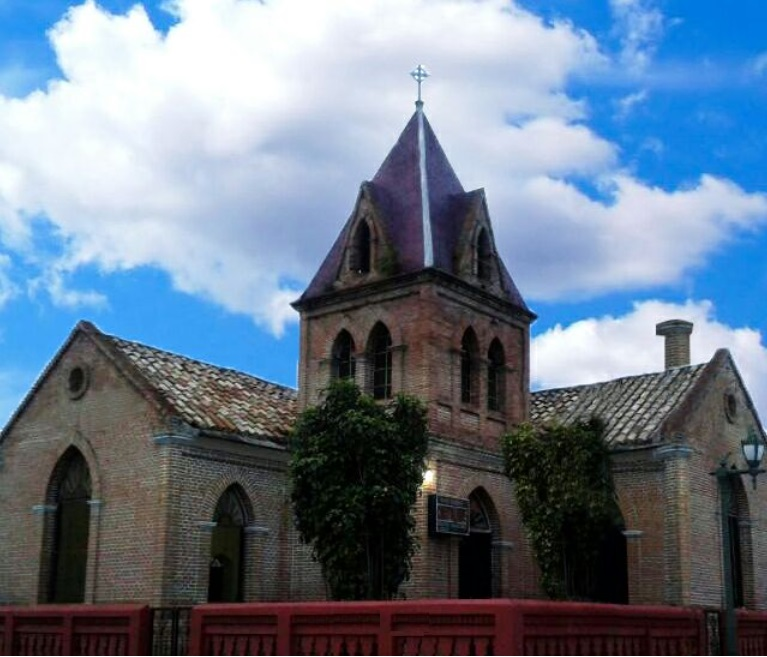
Arquitectura nórdica de la Iglesia Cristo Vive en Rubio, conocida como la Iglesia de la Cruz Celta, Iglesia evangélica con la edificación más antigua de Venezuela.

#### Primer período: desde 1492 hasta 1850
La presencia del protestantismo en Venezuela se especula en un primer momento a partir de 1528, cuando la naciente provincia de Venezuela conocida en ese tiempo como Klein Venedig o Welserland era administrada y gobernada por los Welsares, época en la cual el territorio era un protectorado del Sacro Imperio Romano Germánico. La familia banquera Welser era partidaria de las enseñanza luteranas, razón por la cual se le consideraba a los representantes de los Welsares como sospechosos de herejías. Entre ellos se pueden mencionar a Nikolas Federmann, Hans Seissenhoffer (Juan El Alemán), Juan Flammenco (Johannes Flemmich), quien fue entregado a la inquisición de Santo Domingo por Ambrosio Alfinger (Ambrose von Ehinger), presionado por el obispo Bastidas de la entonces Nueva Augsburgo (actual ciudad de Coro) por su fe luterana.
En 1621, es asesinado en Cartagena, sentenciado por la inquisición de Nueva Cádiz, en Cumaná, el inglés Adam Edom, comerciante de especias por rehusar a besar a la virgen y rehusarse a dar ofrendas.
En 1671 es apresado el sacerdote caraqueño conocido como Juan de Frías (Juan Francisco de la Barreda) por confesar la fe luterana. Luego, en 1688 es condenado a muerte por la inquisición de Cartagena
Por otro lado, Tucacas y Puerto Cabello han sido ciudades de fuerte actividad comercial, especialmente proveniente de Curazao, territorio perteneciente a Holanda. Se especula que durante varios periodos protestantes de dichas islas llegaron a establecer en territorio venezolano.
En la primera mitad del siglo XIX, la fe anglicana no se realizaba de forma pública. La misma se limitaba a extranjeros e hijos de extranjeros. Por otra parte, Simón Bolívar, en su accionar demostró tener ciertas actitudes anticlericales. Eso lo podemos notar cuando a título personal ofició el matrimonio de un cuáquero, al mismo tiempo que el Libertador invitó a un grupo de cuáqueros para fundar iglesias y escuelas. A partir de entonces diversas familias de ingleses, alemanes y estadounidenses van llegando a Venezuela para establecer iglesias y satisfacer la necesidad religiosa de los extranjeros del país.

#### Segundo período: desde 1850 hasta 1900

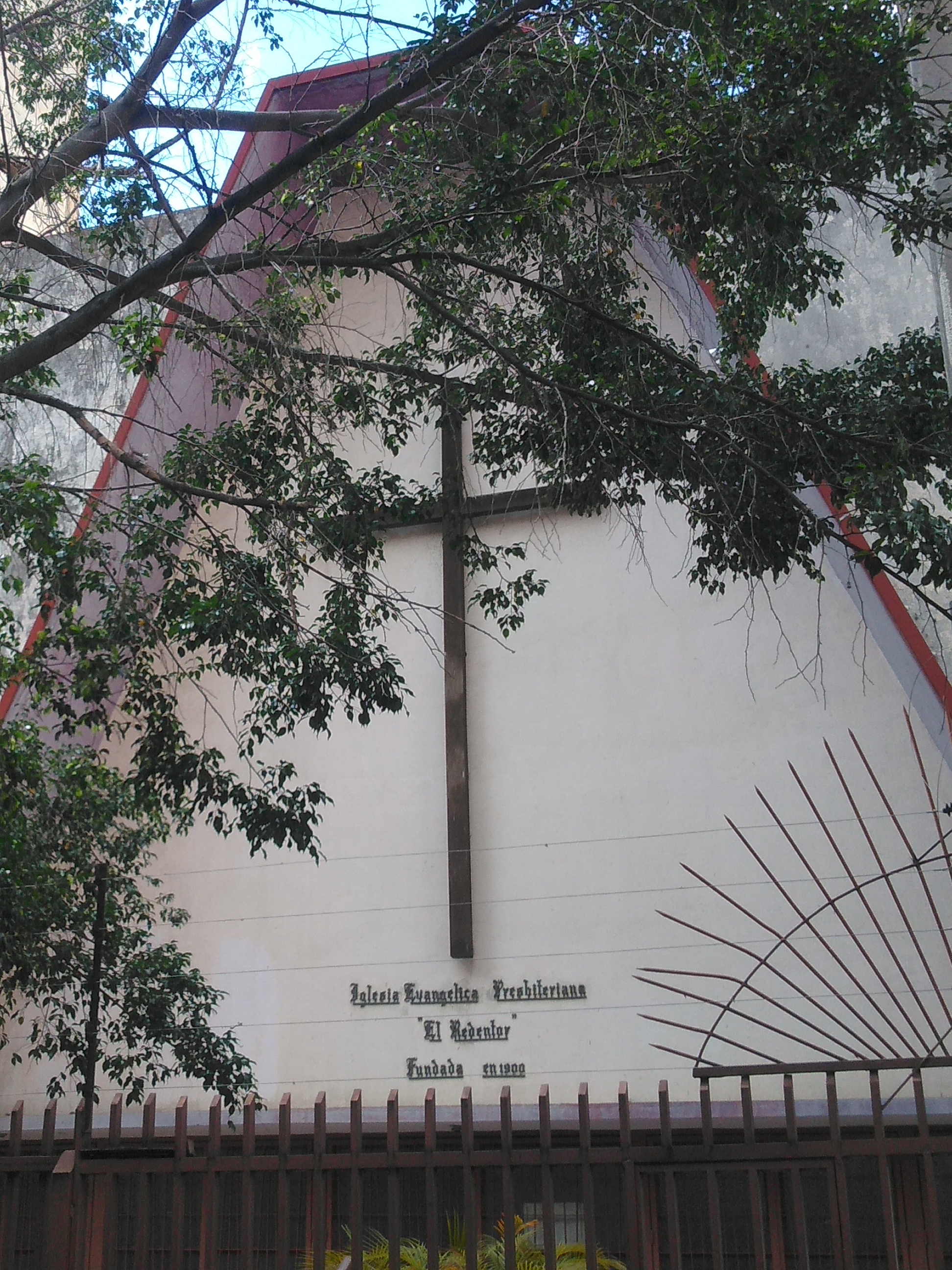
Iglesia Evangélica Presbiteriana "EL Redentor". Congregación evangélica más antigua de Caracas

Un poco antes de 1850, existían un limitado número de ingleses y alemanes qu profesaban una fe distinta al catolicismo. Para el año 1863, había nuevamente una presencia de luteranos en Caracas, consolidandose su primera congregación en 1893, oficiandose servicios religiosos exclusivamente en el idioma alemán
Un empresario predicador metodista procedente de los Estados Unidos de apellido Norwood, establece una congregación en la esquina de Llaguno en Caracas, la Iglesia El Mesías en el año 1878, la cual para su momento llegó a contar con más de cien feligreses. En 1884, procedente de los Estados Unidos llega una familia española de la fe de los Hermanos Unidos, denominación de origen irlandés y muy extendida en España durante el siglo XIX, constituyendose una congregación en el Litoral Central.
Posteriormente, en el año 1897, la Iglesia El Mesías se fusiona con la Iglesia El Redentor de confesión presbiteriana, restablecida en 1900, tres años después de la llegada de la pareja misionera Pond. El presbiterianismo mantuvo un feudo en la fe evangélica de la región capital en las primeras décadas del siglo XX. En 1898, comienza el proselitismo protestante en el estado Aragua con la llegada del misionero David E. Finstrom, estadounidense de origen sueco. El irlandés John Mitchell (Juan Mitchell) realizó jornadas de evangelización itinerante partiendo desde la región capital hacia el occidente del país.
La Alianza Cristiana y Misionera, denominación de teología presbiteriana, se estableció en Venezuela por medio del misionero Gerard Bailly en 1897 y  cerca de Los Teques habían fundó, junto a David E. Finstrom, el Instituto Bíblico Hebrón.
Entre las congregaciones pioneras establecidas en este período y pertenecientes a la Iglesia presbiteriana independiente se puede mencionar:
- Iglesia Presbiteriana El Redentor, 1900. Caracas

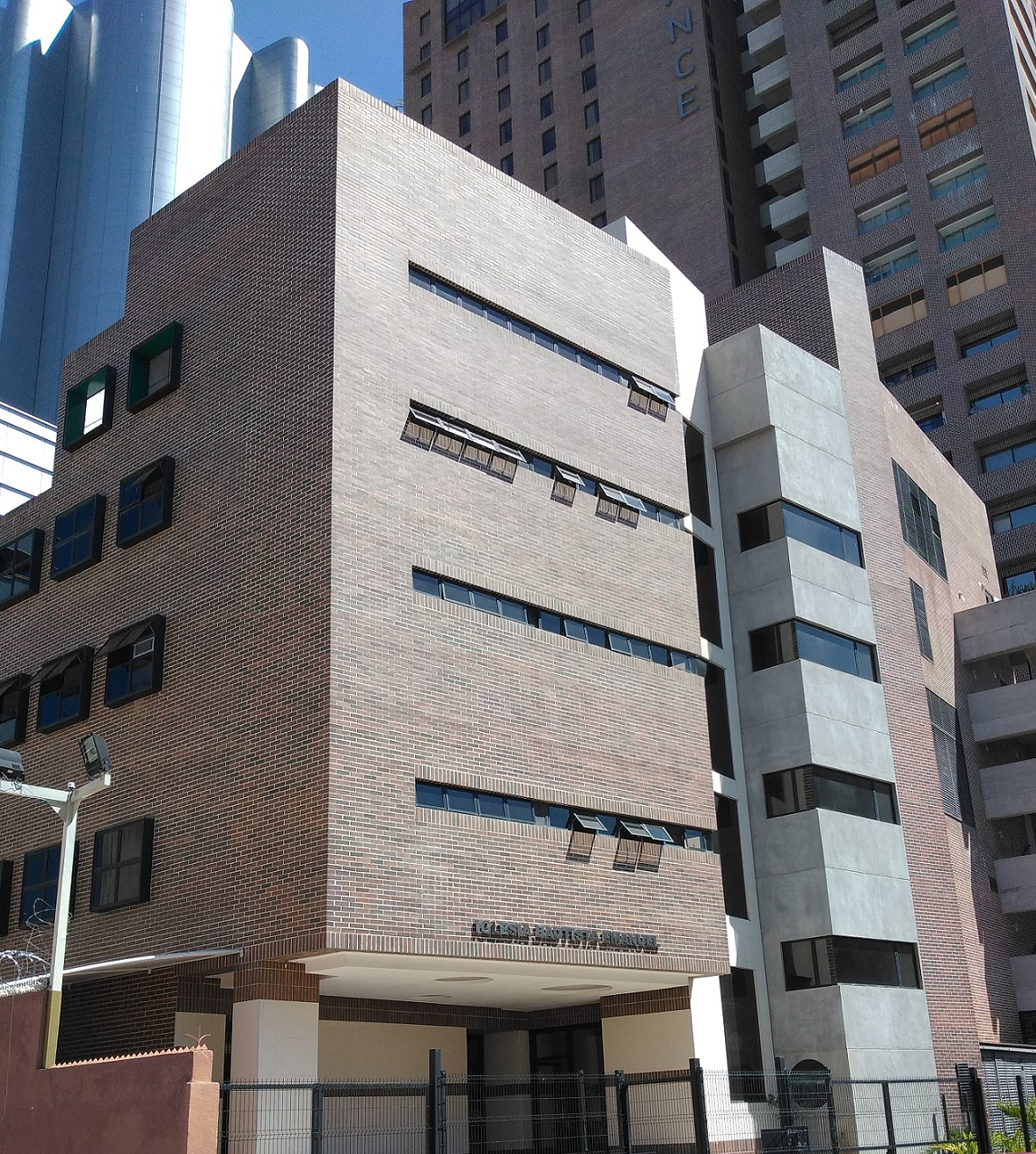
Iglesia Bautista Emanuel, La Castellana, Caracas.

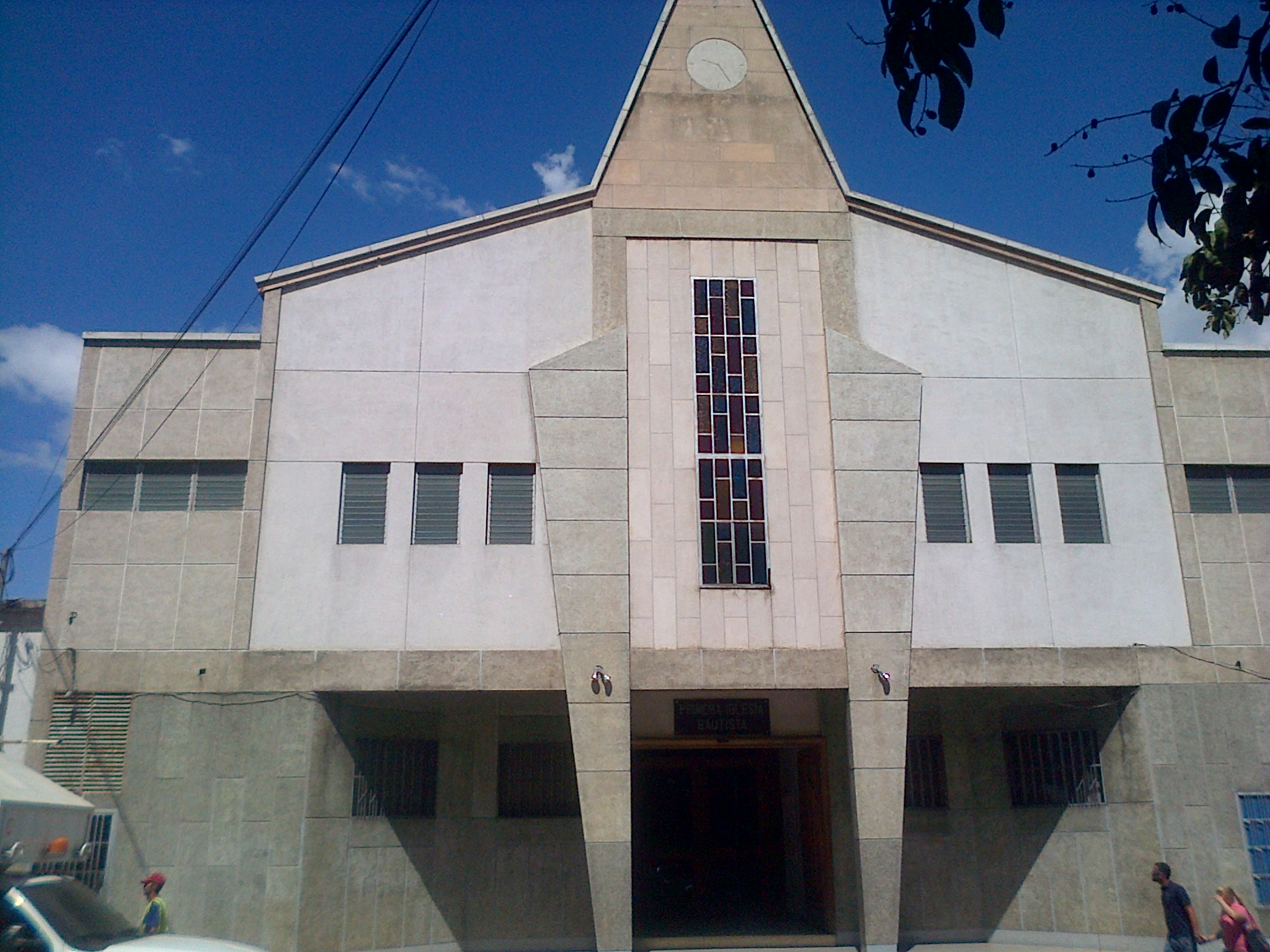
Primera Iglesia Bautista, Barquisimeto.

#### Tercer período: desde 1900 hasta 1950

##### En el occidente de Venezuela
La mayor parte de la expansión del protestantismo durante esta época se lleva a cabo por predicadores independientes e itinerantes. Algunos de ellos solteros, otros casados con o sin hijos.
Para el año 1906 se establece en el occidente venezolano, específicamente en Maracaibo, dos parejas de misioneros inmigrantes de Estados Unidos, pero con nacionalidades de los países escandinavos: daneses, suecos y noruegos como Thomas J. Bach (danés) y su esposa Anna Anderson de Bach (sueca), Johann Christiansen Christensen (danés) y su esposa Ana Gundersen de Christiansen (noruega). A ellos, años más tarde, se unen otros misioneros de origen escandinavo, tales como la familia Eikland-Undheim, Holmberg-Noren, entre otros. Este grupo se dedicó a hacer proselitismo religioso en el occidente venezolano en los estados Zulia, Táchira y el oeste de Apure. Todos ellos representado a la Misión Alianza Escandinava (en la actualidad Misión Alianza Evangélica), dando origen a la Organización Venezolana de Iglesias Cristianas Evangélicas (OVICE). La obra de Christiansen en Tachira ha sido de gran trascendencia, ya que en dicha localidad se estableció el primer colegio evangélico bilingüe de gran importancia para el entorno. Luego del mismo, se erigieron otros con la misma tendencia, por ejemplo la Chrsitiansen Academy
Al mismo tiempo, por la década de 1920, con el auge petrolero en dicha región, trabajadores inmigrantes de Trinidad y Tobago, Granada, Estados Unidos de América entre otros países; que a su vez profesaban la fe protestante, establecieron congregaciones de habla inglesa para así poder satisfacer sus necesidades espirituales en el idioma y liturgia como si estuviesen en sus países de origen. 
Entre las congregaciones pioneras establecidas por la Misión Alianza Escandinava afiliadas hoy día a OVICE se pueden mencionar:
- Iglesia del Salvador, 1907. Maracaibo
- Iglesia Cristo Vive, 1917. Rubio
- Christ Church,[59] 1929. Congregación angloparlante.[60] Maracaibo

##### En el centroccidente de Venezuela

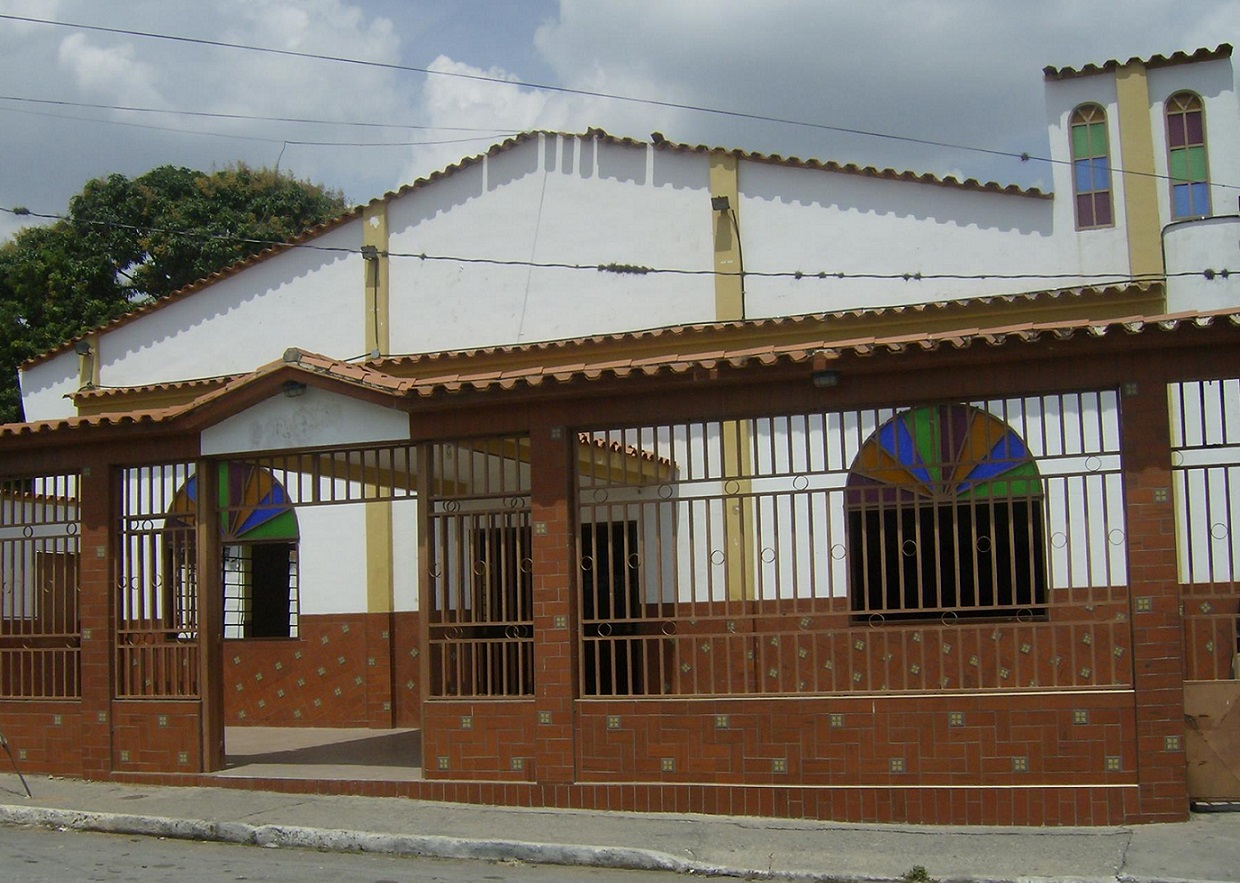
Sion - Asambleas de Dios (1940), en Barquisimeto.

En 1914, llega a Caracas el predicador itinerante de origen alemán Gottfried Frederik Bender. Al poco tiempo, se regresa a Estados Unidos, para retornar en 1918 y establecerse en la ciudad de Barquisimeto junto a su esposa Christina Schwager Kopittike (estadounidense de origen alemán), ambos del Movimiento de Santidad Pentecostal de EE. UU., pioneros en el movimiento pentecostal en el estado Lara.  
Ya en 1919 estaba estableciéndose la Iglesia Betél, la más antigua de Barquisimeto. A esta labor naciente en el estado Lara, se les une diversos misioneros estadounidenses de origen alemán como los Wegner Winger (antes de unirse a la Misión Alianza Escandinava en sus labores en el Norte de Santander junto a los Christiansen Gundersen y los Eikland Undheim), los alemanes Blattner (antes de ser pioneros en el estado Falcón), la familia Feuerstein Winger (estadounidenses de origen alemán). Este grupo en particular se afilió a la entonces naciente Asambleas de Dios de Estados Unidos décadas más tarde, cuando la familia misionera Olson, procedente de la Iglesia Bautista Sueca de Estados Unidos, quienes para la fecha respaldaban una congregación de la Misión Alianza Escandinava (luego OVICE) en Barquisimeto, establecieron la organización Asambleas de Dios en Venezuela a inicios de la década de 1940, afiliándose a ella, las congregaciones que los misioneros nacionales y foráneos habían fundado hasta ese momento en dicha región.  
La obra bautista inicial dio sus primeros pasos en Acarigua, luego Guanare, Barquisimeto, Caracas y Maracaibo en una misión estadounidense del Junta de Misiones Internacionales y por medio de líderes venezolanos que previamente habían recibido su formación en Costa Rica. La Convención Nacional Bautista de Venezuela fue fundado oficialmente en 1951 por 6 iglesias.
Dichas separaciones de los diversos movimientos pentecostales fueron reiterados. Inclusive la Iglesia Betel fundada en 1919 por el alemán G.F. Bender, ya para la década de los años 1960 se separó definitivamente de las Asambleas de Dios de Venezuela.Un detalle a observar en el pentecostalismo en Venezuela, así como en América Latina, es que la misma ha sido muy vulnerable. A partir de las Asambleas de Dios han surgido nuevas organizaciones con doctrinas y ciertos comportamientos que los alejan un poco de la original, donde muchas veces la poca o nula formación teológica y cierto desorden en el gobierno eclesiástico es contrastada con el excesivo énfasis en «revelaciones», «sueños» o «sentir» de los creyentes, que incluso se le da más importancia que lo que enseña las Sagradas Escrituras, que muchas veces se opone al carácter central del evangelio. 
Entre las congregaciones establecidas por estos pioneros del pentecostalismo afiliadas hoy día a Asambleas de Dios de Venezuela y la Convención Nacional Bautista de Venezuela, se pueden mencionar:
- Templo Pentecostal Sion,[68] 1940. Barquisimeto.
- Iglesia Sion, 1928.Coro
- Iglesia Ebenezer, 1930. Aguada Grande
- Primera Iglesia Bautista de Barquisimeto, 1947. Barquisimeto.
- Primera Iglesia Bautista de Acarigua,[69] 1944. Acarigua.

##### En los estados centrales y llaneros de Venezuela

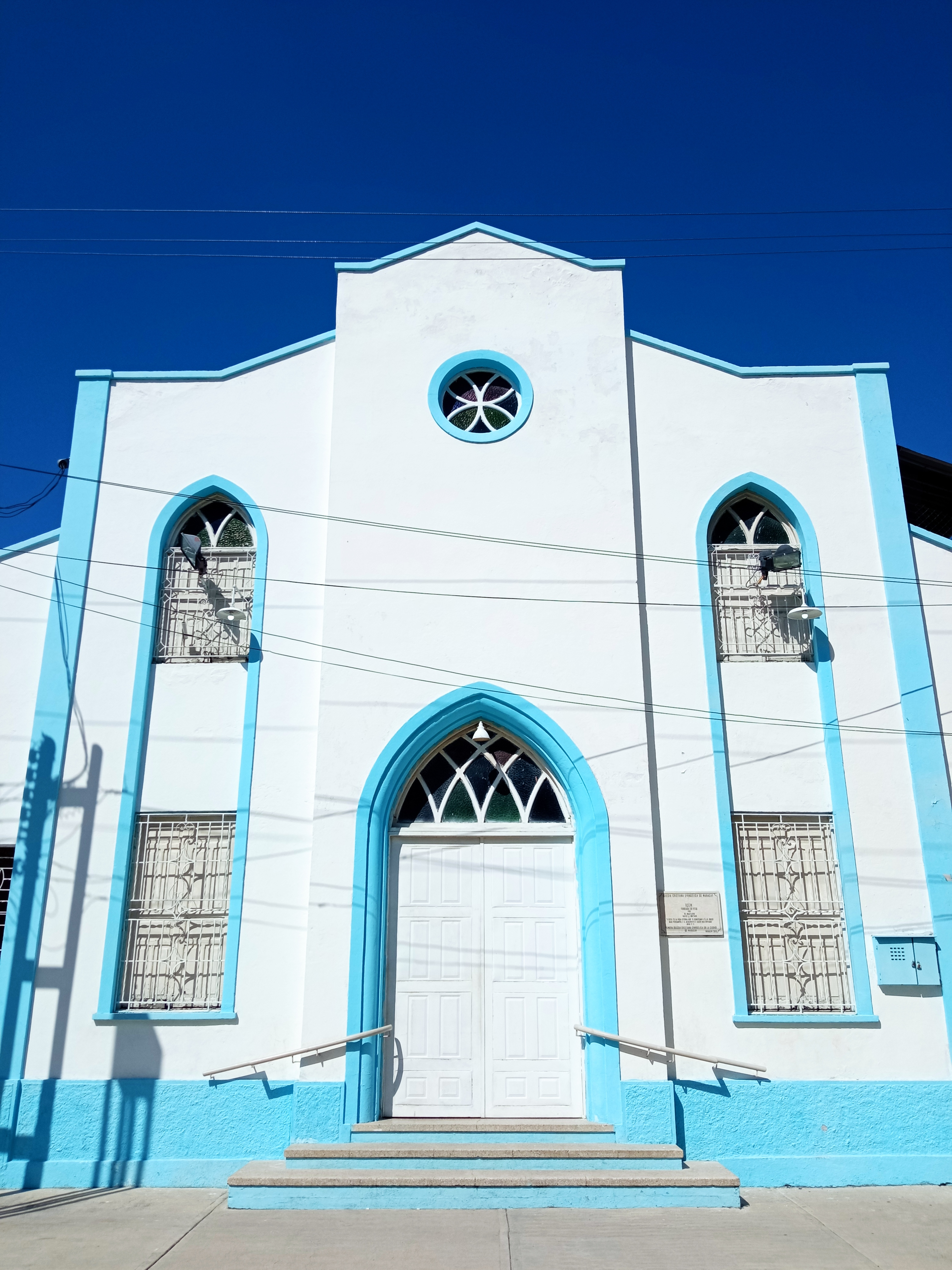
Iglesia Cristiana Evangélica de Maracay (ICEM), Organización ADIEL. Fundada en 1930 por el misionero David E. Finstrom.

En 1908, retorna a Venezuela, después de haberse ausentado a Estados Unidos, David E. Finstrom, estadounidense de origen sueco, y su esposa Carrie Falk de Finstrom (sueca), ahora bajo respaldo de la Iglesia Evangélica Libre Sueca de Estados Unidos. Este grupo no debe confundirse con la establecida en el occidente venezolano. Finstrom y su esposa establecen puntos de predicación en La Victoria, Maracay y la Colonia Tovar. La Iglesia Evangélica Libre Sueca de Estados Unidos envía más misioneros que establecen diversas iglesias en el estado Guarico. La organización que resultó de este movimiento es conocida como Asociación de Iglesias Evangélicas Libres (ADIEL).
En la década de 1940, los evangélicos bautistas toman y dan impulso a la obra iniciada por la Misión Alianza Escandinava (OVICE) en Guanare, Estado Portuguesa, estableciendo congregaciones en dicha zona, cuyas congregaciones forman parte de la Convención Nacional de Iglesias Bautistas de Venezuela.
Ya para la segunda década del siglo XX, comienza un movimiento que se le conoce como Iglesias Nativas de Apure (Asociación de Iglesias Cristianas Evangélicas Apostólicas y Misioneras Nativas del estado Apure, Venezuela). Este grupo de iglesias son el fruto de una obra realizada por misioneros de la Iglesia Bautista de Norteamérica. Actualmente su sede central se ubica en Bethel, en la carretera nacional San Fernando de Apure-Achaguas. La asociación como tal fue fundada por el venezolano y antiguo dirigente Aritisde Díaz Olivo. Es por ello la connotación de iglesia «nativa» o «indigenista»; es decir, de características propias del acervo venezolano. De esta asociación de congregaciones, con el pasar de los años, dieron nacimiento a tres nuevos grupos que operan de forma independiente, más con el mismo patrón de la Iglesia Nativa de Apure.
Otros grupos que se pueden considerar como organizaciones nativas o indigenistas, que están muy extendidas en los Llanos venezolanos, son Federación de Iglesias Evangélicas Libres Pentecostal de Venezuela (FIELPV), Luz de Mundo, Organización de Iglesias Evangélicas Nacionales Independientes (OIENIV), Federación de Iglesias Evangélicas Pentecostales de Venezuela (FIEPVEN), Federación Trompetas Ungidas (FEPTUV), Federación de Iglesias Evangélicas Pentecostales Emmaús De Venezuela (FIEPEV). Estas últimas iglesias pentecostales nacionales, junto con las Asambleas de Dios de Venezuela (de carácter internacional) conforman la Confederación Evangélica Pentecostal de Venezuela (CEPV).
Entre las congregaciones pioneras establecidas por la Iglesia Evangélica Libre Sueca afiliadas hoy día a ADIEL se pueden mencionar:
- Iglesia Ebenezer, 1908. La Victoria.[79]
- Iglesia Emanuel - Gott Mit Uns, 1913. Colonia Tovar

##### En la región capital y litoral
La presencia de los protestantes o evangélicos ya estaba de manifiesto en la capital venezolana desde finales del siglo pasado, así como también en el litoral - época cuando se construyó la vía férrea que conectaba Caracas con el Litoral central. La única denominación presente para época fue la evangélica presbiteriana. La familia misionera Pond (estadounidense) fue transferida de Barranquilla a Caracas en 1898, consolidándose dicha corriente teológica hasta 1942, año cuando desde Barquisimeto se muda a Caracas la familia Olson (estadounidenses de origen sueco), fundando así el Templo Pentecostal de Catia de las Asambleas de Dios. Los bautistas también establecieron una congregación en 1945 a través de predicadores venezolanos y colombianos.

##### En el oriente y la región guayanesa de Venezuela
Van Eddings llega a la isla de Margarita en 1914, procedente de California. Luego, en 1920, establece la Misión Río Orinoco, dedicándose al proselitismo en el oriente del país, naciendo así la Asociación de Iglesias Evangélicas de Oriente (ASIGEO).
En 1927 los bautistas de la Mid-Missions entran a Guasipati y El Callao, región donde se empleaba fuertemente el Inglés criollo de Venezuela basado en las variantes del inglés caribeño. La obra de los bautistas de la Mid-Missions mantienen una labor de traducción de las Sagradas Escrituras en lenguas amerindias en los estados Bolívar, Delta Amacuro y Amazonas.

#### Cuarto período: desde 1950 hasta la actualidad
En este período se establecen y se desarrollan diversas organizaciones evangélicas que se desprendían de las agrupaciones pioneras. Al mismo tiempo, no dejan de establecerse otras denominaciones y confraternidades evangélicas como los cuadrangulares, los metodistas unidos, los metodistas libres (por medio de misioneros Puertorriqueños) , otras agrupaciones bautistas como lo son los bautistas fundamentalistas, bautistas bíblicos y los bautistas reformados;  los wesleyanos —muy extendido entre los haitianos residentes en Caracas con sus actividades en el idioma pátua—, la Iglesia de Dios, la Iglesia de Dios de la Profecía, hay también dos ramificaciones de  evangélicos menonitas — una que agrupa dos congregaciones de inmigrantes chinos radicados en el país y la otras 12 de connacionales venezolanos—; la Iglesia de Cristo, la Iglesia de Dios Ministerial de Jesucristo Internacional, Iglesia Cristiana de Pentecostés Movimiento Misionero Mundial (MMM, de origen Puertorriqueño), Iglesia del Nazareno (de teología Metodista-Wesleyana y Presbiteriana), entre otras. Para lo que concierne el siglo 21, se establece una nueva denominación de tradición presbiteriana de la agrupación Olivet Assembly de origen Surcoreano.
No solamente se han establecido denominaciones de origen norteamericano y europeo, sino también de origen africano tales como Christ Apostolic Church, y otras de trasfondo afroamericano como Miracle Centre Ministry, ambas con el objetivo de satisfacer las necesidades espirituales de los inmigrantes africanos y afrodescendientes (mayormente de Nigeria) que reside en Caracas y venezolanos en lengua inglesa o servicios bilingües.

### Cristianismo ortodoxo en Venezuela

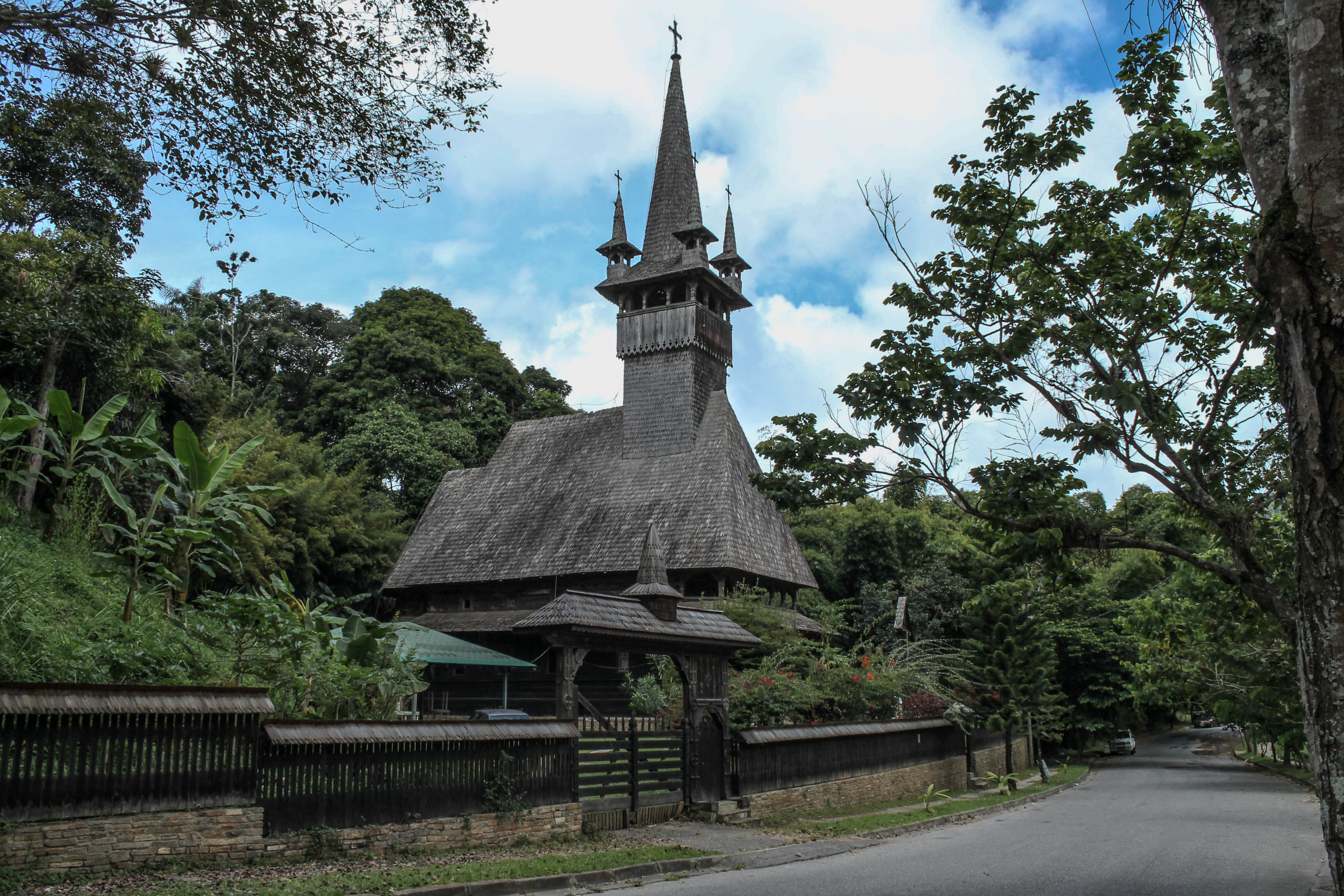
Iglesia ortodoxa rumana de San Constantino y Elena en El Hatillo, Caracas.

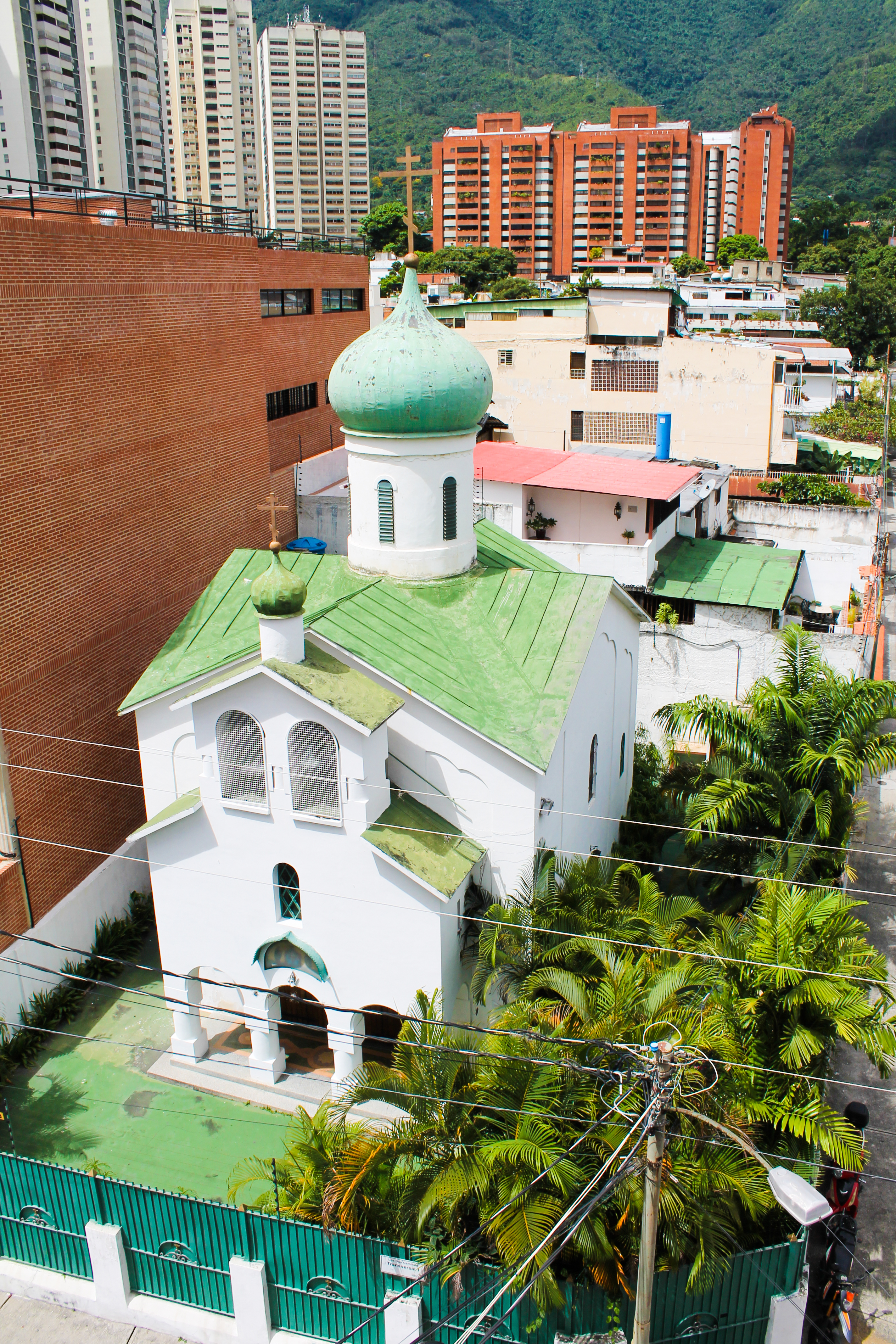
Iglesia ortodoxa rusa de San Nicolás de Bari en Los Dos Caminos, Caracas.

Las Iglesia ortodoxa en Venezuela ha existido en Venezuela con el propósito de satisfacer las necesidades espirituales de estos grupos religiosos, principalmente integrados por inmigrantes rusos, yugoslavos (serbios, croatas y bosnios) que llegaron al país desde finales de la Segunda Guerra Mundial. La misma no obedece a un sistema planificado de proselitismo religioso, ya que los servicios eclesiásticos se llevaron a cabo en las lenguas de los inmigrantes. A ese grupo se le suman los griegos, rumanos y ucranianos, quienes con el transcurrir de las décadas sus descendientes han mantenido dicha fe en el país.

### Otras denominaciones cristianas
De acuerdo con la estadística oficial de los testigos de Jehová, esta denominación cristiana tiene en Venezuela 134 894 evangelizadores y 1 734 congregaciones.
Por otra parte, La Iglesia de Jesucristo de los Santos de los Últimos Días en Venezuela cuenta, según su estadística oficial, 168 539 miembros, 34 estacas, 228 congregaciones y un templo.

## Otras religiones abrahámicas

### Judaísmo
La presencia de la comunidad judía en lo que actualmente es Venezuela probablemente inicia a mediados del siglo XVI. Sin embargo, los judíos en Venezuela sufrieron por muchos años una larga persecución, lo cual dificultó su pleno establecimiento en el país. No es hasta el siglo XIX cuando su condición empieza a mejorar, aunque con distintos altibajos históricos.
Según el Departamento de Estado de los Estados Unidos, existen alrededor de 13 000 judíos en Venezuela, quienes residen principalmente en la ciudad de Caracas, capital del país.

### Islam
Aunque el islam en Venezuela es una religión minoritaria, el país se posiciona como el segundo con mayor población musulmana en América Latina después de Argentina. Según el Centro de Investigaciones Pew, para 2010 en Venezuela habitaban aproximadamente 90 000 musulmanes.
Por otro lado, la mayor parte de la población musulmana en Venezuela es de origen libanés, palestino o sirio, siendo esencialmente árabe. Sin embargo, según Ahmad Abdo, existen más de 3000 venezolanos conversos al islam para 2020.

### Drusismo
Venezuela cuenta con la comunidad drusa más grande fuera de Asia Occidental con alrededor de 60 000 miembros.

### Bahaísmo
Según Expansión, para 2010 solo el 0,03 % de la población de Venezuela profesa el bahaísmo.
Esta creencia se introdujo a Venezuela en 1939 a través de la pareja canadiense Emeric y Rosemary Sala, quienes intentaron establecer un negocio en la ciudad de Caracas y en transcurso hicieron varios contactos para esta fe. Más adelante, Gwen Sholtis, procedente de Illinois, llegó a Venezuela en agosto de 1942, divulgando sus creencias por medio de artículos en revistas y periódicos. Asimismo, Sholtis inició una serie de clases de estudio en donde Leonor Marín se convirtió en la primera conversa venezolana al bahaísmo. Sin embargo, las autoridades venezolanas de la época le pidieron a Sholtis salir del país en febrero de 1943.

## Mitología venezolana

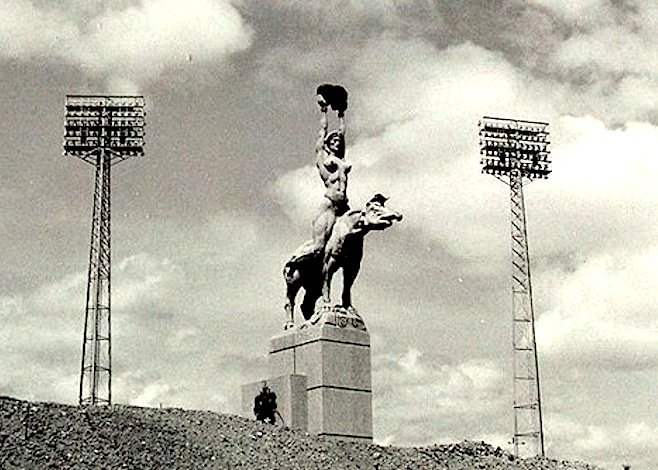
La figura de María Lionza es central dentro de las creencias populares venezolanas

La mitología venezolana consiste en un conjunto de creencias populares inspiradas, en distintos grados, en la interrelación de las creencias de los pueblos originarios venezolanos, de los pueblos afrodescendientes y del cristianismo católico aportado por la comunidad europea.
Por una parte, las poblaciones indígenas de Venezuela han mantenido en distinto grado de conservación sus propias creencias religiosas de acuerdo con cada grupo étnico, aunque debido al colonialismo europeo muchos en un principio se convirtieron al cristianismo católico. Sin embargo, algunas de estas manifestaciones religiosas tradicionales muchas veces se han sincretizado de diversas maneras.
De igual forma, en Venezuela existe un tipo de culto espiritista que gira principalmente alrededor de la figura de María Lionza, una deidad de origen prehispánico, aunque se sincretiza con las distintas tradiciones religiosas de los distintos grupos étnicos venezolanos. Asimismo, existen otros cultos de ánimas que se vinculan o no con el espiritismo marialioncero.
En otro orden de ideas, dentro del folclor venezolano existen distintas entidades como espantos y criaturas sobrenaturales.

## Religiones afrocubanas
La santería es una religión sincrética originaria de Cuba que mezcla un sustrato de la religión yoruba con el cristianismo católico, la cual se ha puesto de manifiesto desde inicios del siglo XX. Asimismo, otra religión afrocubana que ha permeado en el país es la palería, la cual deriva de la religión kongo y también se sincretiza con el catolicismo. De hecho, los practicantes de estas religiones muchas veces se describen a sí mismos como cristianos católicos.

## Religiones dhármicas
En Venezuela las religiones dhármicas representan una minoría religiosa; sin embargo, algunas prácticas como el yoga están relativamente extendidas más allá del ámbito religioso.
Específicamente en Caracas existen dos templos hinduistas: ISKCON Temple en San Bernandino y Pramakaruna templo Krishna en Colinas de Bello Monte.
De igual manera, de acuerdo con la embajada de la India en Venezuela, existen miles de devotos de Sai Baba de Puttparthi en el país, algunos en posiciones clave dentro de la política venezolana. Asimismo, existen alrededor de 50 centros sai en Venezuela, siendo el más antiguo el ubicado en el bulevar de Sabana Grande de Caracas, fundado en 1974.
Por otro lado, según Expansión, para 2010 solo el 0,04 % de la población de Venezuela adhiere al budismo.
Cabe destacar algunas minorías de practicantes de la disciplina espiritual originaria de China, Falun Dafa, especialmente en Caracas, Barquesimeto y Maturín.